# Piłka siatkowa na Igrzyskach Azjatyckich 2010
Siatkówka na Igrzyskach Azjatyckich 2010 odbyła się w dniach 13 - 27 listopada w Kantonie. Mecze były rozgrywane w Guangwai Gymnasium, Guangyao Gymnasium i Zhongda Gymnasium. W halowych rozgrywkach żeńskich udział brało 11 reprezentacji, natomiast w turnieju męskim 18 narodowych reprezentacji.

## Program
|  | Eliminacje |  | Finały |

| Konkurencja       | Konkurencja | 13.11 | 14.11 | 15.11 | 16.11 | 17.11 | 18.11 | 19.11 | 20.11 | 21.11 | 22.11 | 23.11 | 24.11 | 25.11 | 26.11 | 27.11 |
| ----------------- | ----------- | ----- | ----- | ----- | ----- | ----- | ----- | ----- | ----- | ----- | ----- | ----- | ----- | ----- | ----- | ----- |
| Siatkówka halowa  |             |       |       |       |       |       |       |       |       |       |       |       |       |       |       |       |
| Siatkówka plażowa |             |       |       |       |       |       |       |       |       |       |       |       |       |       |       |       |

## Medaliści
| Konkurencja:                | 1. miejsce | 2. miejsce | 3. miejsce |
| Siatkówka halowa szczegóły  | Japonia · Akio Nagae Takeshi Nagano Naoya Suga Daisuke Usami Yoshifumi Suzuki Yuya Ageba Takaaki Tomimatsu Kota Yamamura Kunihiro Shimizu Tatsuya Fukuzawa Yusuke Ishijima Yuta Yoneyama | Iran · Adel Gholami Mojtaba Attar Saeid Marouf Mohammad Mousavi Hamzeh Zarrini Alireza Nadi Mohsen Andalib Farhad Nazari Afshar Mehdi Mahdavi Arash Keshavarzi M. Mohammad-Kazem Arash Kamalvand | Korea Południowa · Shin Young-soo Han Sun-soo Kwon Young-min Moon Sung-min Yeo Oh-hyun Kim Hak-min Kim Yo-han Ko Hee-jin Park Chul-woo Suk Jin-wook Ha Hyun-yong Shin Yung-suk |
| Siatkówka plażowa szczegóły | Chiny · Wu Penggen Xu Linyin | Chiny · Gao Peng Li Jian | Japonia · Kentaro Asahi Katsuhiro Shiratori |

| Konkurencja:                | 1. miejsce | 2. miejsce | 3. miejsce |
| Siatkówka halowa szczegóły  | Chiny · Wang Yimei Zhang Lei Yang Jie Shen Jingsi Zhou Suhong Zhang Xian Wei Qiuyue Li Juan Xu Yunli Xue Ming Chen Liyi Ma Yunwen | Korea Południowa · Oh Ji-young Kim Sa-nee Nam Jie-youn Yim Myung-ok Kim Yeon-koung Han Yoo-mi Han Song-yi Jung Dae-young Hwang Youn-joo Kim Se-young Lee So-la Yang Hyo-jin | Kazachstan · Natalja Żukowa Sana Żaryłgasowa Olga Nasiedkina Olesia Arsłanowa Korinna Iszymcewa Irina Łukomska Jelena Ezau Marina Storożenko Julija Kucko Ludmiła Anarbajewa Inna Matwiejewa Olga Drobyszewska |
| Siatkówka plażowa szczegóły | Chiny · Xue Chen Zhang Xi | Chiny · Huang Ying Yue Yuan | Tajlandia · Usa Tenpaksee Jarunee Sannok |

## Klasyfikacja medalowa
| Klasyfikacja medalowa | Klasyfikacja medalowa | Klasyfikacja medalowa | Klasyfikacja medalowa | Klasyfikacja medalowa | Klasyfikacja medalowa |
| --------------------- | --------------------- | --------------------- | --------------------- | --------------------- | --------------------- |
| Miejsce               | Reprezentacja         | Złoto                 | Srebro                | Brąz                  | Razem                 |
| 1.                    | Chiny                 | 3                     | 2                     | -                     | 5                     |
| 2.                    | Japonia               | 1                     | -                     | 1                     | 2                     |
| 3.                    | Korea Południowa      | -                     | 1                     | 1                     | 2                     |
| 4.                    | Iran                  | -                     | 1                     | -                     | 2                     |
| 5.                    | Kazachstan            | -                     | -                     | 1                     | 1                     |
| 5.                    | Tajlandia             | -                     | -                     | 1                     | 1                     |